# Globeleza
Globeleza é a cobertura do carnaval do Brasil feita pela TV Globo. Que exibe os desfiles das escolas de samba de São Paulo e do Rio de Janeiro e os carnavais de rua de Salvador, Recife e Olinda.
O nome era também dado à mulher que sambava nas vinhetas da emissora, pelo qual consagrou a carreira da dançarina Valéria Valenssa, que por 14 anos foi a Mulata Globeleza, dançando apenas com o corpo completamente pintado nas vinhetas da emissora designadas para o carnaval. Erika Moura assumiu o posto no ano de 2015 e o deixou em 2022, sendo assim o final da Mulata Globeleza.

## Cobertura

Logotipo da cobertura adotado de 2009 a 2011.

A cobertura do carnaval é feita de três formas: com flashes durante a programação, com entradas ao vivo nos telejornais da emissora e com transmissões ao vivo nos fins de tarde, nas noites, nas madrugadas e no começo da manhã, (geralmente depois do Big Brother Brasil ou do Fantástico). Cobrindo os desfiles das escolas de samba do Rio de Janeiro e São Paulo, além das apurações destes dois desfiles. Durante as transmissões nos períodos citados, há ainda entradas ao vivo ou gravadas de outras cidades, bem como transmissões do carnaval local em Salvador (BA), Recife e Olinda (PE).
As transmissões dos desfiles do Rio de Janeiro e de São Paulo, são apresentados desde a década de 1970. Além disso, havia a transmissão dos desfiles de Porto Alegre, a partir de 2008, só para o Rio Grande do Sul. O mesmo que ocorreu em 2013, onde o desfile das escolas de samba da Série A (fusão dos grupos A e B) do Carnaval Carioca passou a ser transmitido só para o estado do Rio de Janeiro e o Especial, cujo nesse ano, não mostrou o início da primeira escola, mostrando a parte final desta e o desfile inteiro.
Em 2014, o canal VIVA foi o responsável por mostrar os desfiles das escolas de samba do Grupo de acesso do Carnaval Paulista e também da Série A do Carnaval Carioca, além do desfile das campeãs e compactos do desfiles dos Grupos especial, que até 2012, eram exibidos em outras TVs abertas.
Desde 2015, não existe mais a transmissão dos desfiles de Porto Alegre, pela RBS passando os Desfiles das escolas de samba de São Paulo a serem exibidos em todos os estados, exceção do Rio de Janeiro que permanece com a Série A do Carnaval Carioca, embora fosse especulado a divisão, por escolha de cada afiliada da Globo. Em 2015, permaneceram os mesmos "comandantes" do ano anterior, os âncoras de telejornais:  Chico Pinheiro e Monalisa Perrone, nos desfiles de São Paulo e no Rio de Janeiro, o locutor esportivo Luís Roberto e a apresentadora Fátima Bernardes.
A Rede Bahia exibe o Bahia Folia: a transmissão do carnaval de Salvador para o estado da Bahia, enquanto que a Globo Pernambuco exibe os desfiles do Galo da Madrugada e d'O Homem da Meia-Noite (ambos no sábado) além dos festejos de Recife, Olinda e do interior de Pernambuco nos horários em que a rede transmite os desfiles das escolas de samba de São Paulo e no lugar dos compactos e apurações dos desfiles de São Paulo às terças.
Ainda em 2015, devido a sua programação, a Globo também não exibiu para o Rio de Janeiro, o início da primeira escola de domingo e segunda e o desfile das campeãs do Rio e São Paulo foram apresentados apenas pelo G1, respectivamente por Carlos Gil e a dupla Veruska Donato e Sabina Simonato. No ano de 2016 quase não é mostrado as duas escolas de cada dia do Grupo Especial do Rio, o que refez a emissora mudar de ideia e manter como no ano anterior. Nesse mesmo ano, voltou a ser transmitido os desfiles de Porto Alegre, pela RBS que mostrou apenas o desfile de sábado de carnaval, o que não aconteceu em 2017.
Em 2017 Luís Roberto deixou a transmissão dos desfile do Rio de Janeiro , fazendo com que Alex Escobar até então narrador do desfile da Série A o substituísse. Já em relação a transmissão do segundo grupo, Escobar foi substituído por Carlos Gil. Para 2018, a Rede Gazeta, afiliada da Globo no Espírito Santo exibiu para todo o estado o Carnaval de Vitória e para todo o Brasil, através do portal G1.
Em 2019, o desfile da Série A carioca será apresentado por Pedro Bassan, no lugar de Carlos Gil que virou correspondente no Japão e tendo novidades, como a tradicional reprise dos desfiles do Rio de Janeiro, sendo só para o Rio de Janeiro, assim como a apuração do Carnaval de São Paulo, para São Paulo.
Com a saída de Monalisa Perrone, que transmitiu o Desfile das Escolas de Samba de São Paulo, ficou definido em 21 de janeiro, que Michelle Barros a substitue no comando da transmissão do Grupo Especial Paulistano e o jornalista Leonardo Bruno estará também comentando os desfiles da Série A, ocupando a vaga de Leandro Vieira, que será carnavalesco nesse grupo e depois de cinco anos, o desfile das campeãs volta no portal G1, agora apresentado por Diego Haidar.
Em 2021, o Globeleza não foi exibido pela primeira vez em 31 anos, por conta do cancelamento das festividades de carnaval em razão da pandemia de COVID-19. Porém, assim como outras atrações da TV Globo, teve uma reprise dos melhores momentos, com exibição de desfiles de anos anteriores, tanto de São Paulo quanto do Rio de Janeiro. As reprises foram exibidas nos dias 13 e 14 de fevereiro, através do especial Desfile nº 1 Brahma, tendo a apresentação de Ailton Graça e Milton Cunha.
Em 25 de dezembro, foi divulgado que Maria Júlia Coutinho passaria a apresentar os desfiles do Rio de Janeiro ao lado de Alex Escobar a partir do carnaval de 2022, substituindo Fátima Bernardes, que havia pedido para deixar o posto.. Em 2023, com um novo modelo de cotas publicitárias, o Desfile das Escolas de Samba de os desfiles de São Paulo passa a ser mostrado além dos outros estados do Brasil, para o estado do Rio de Janeiro, que até 2022, exibia os desfiles da Série Ouro e ainda com novos narradores: Aline Midlej e Rodrigo Bocardi, e o portal G1 passa a transmitor os Desfiles das Escolas de Samba de Belo Horizonte, em conjunto com a Globo Minas.
Para 2024, buscando novos anunciantes, a TV Globo decidiu substituir a cobertura feita pelo departamento de jornalismo, passando a função para o departamento de entretenimento. Karine Alves, Alex Escobar e Milton Cunha foram escalados para cobrir os desfiles dos grupos especiais do Rio e de São Paulo, junto com três repórteres: Kenya Sade, Vitor DiCastro e Dandara Mariana. Como comentaristas, Pretinho da Serrinha e Leonardo Bruno na Sapucaí; Aílton Graça e Alemão do Cavaco no Anhembi. Rita Batista, cobrir direto de Salvador, os blocos de ruas pelo Brasil no programa Glô na rua.
A escalação de influencers como repórteres dos eventos, substituindo a tradicional cobertura da equipe de jornalismo de ambos os estados, gerou criticas do público e da mídia especializada pelo desconhecimento dos novatos com o tema em questão. Em maio de 2024, a TV Globo confirmou o retorno da equipe jornalística para a cobertura do Carnaval 2025.

## Transmissões
| TV Globo  | Transmissões                     | Apresentadores                             | Comentaristas                               |
| --------- | -------------------------------- | ------------------------------------------ | ------------------------------------------- |
| TV Globo  | Grupo Especial do Rio de Janeiro | Alex Escobar, Karine Alves e Mariana gross | Pretinho da Serrinha e Milton Cunha         |
| TV Globo  | Grupo Especial de São Paulo      | Everaldo Marques e Valéria Almeida         | Ailton Graça, Judson Salles e Milton Cunha  |
| TV Globo  | Glô na Rua                       | Rita Batista                               | Rita Batista                                |
| Multishow | Desfile das Campeãs              | Alex Escobar, Karine Alves e Milton Cunha  | Lucinha Nobre e Leonardo Bruno              |
| Local     | Carnaval de Salvador             | Equipe da TV Bahia                         | Equipe da TV Bahia                          |
| Local     | Galo da Madrugada                | Equipe da TV Globo Nordeste                | Equipe da TV Globo Nordeste                 |
| Local     | O Homem da Meia-Noite            | Equipe da TV Globo Nordeste                | Equipe da TV Globo Nordeste                 |
| Local     | Carnaval de Pernambuco           | Equipe da TV Globo Nordeste                | Equipe da TV Globo Nordeste                 |
| Local     | Grupo Especial de Vitória        | Mário Bonella e Daniela Abreu              | Jackson Teodoro e Tatiana Paysan            |
| Local     | Grupo Especial de Belo Horizonte | Mara Pinheiro e Marcelo Lages              | Carlinhos de Jesus, Teteu José e Zu Moreira |

## Ex-apresentadores
- Aline Midlej (SP)
- Ana Paula Araújo (RJ)
- Britto Jr. (SP)
- Carlos Gil (RJ-Série A/Campeãs)
- Carlos Nascimento (SP)
- Carlos Tramontina (SP)
- Chico Pinheiro (SP)
- Cléber Machado (SP-RJ)
- Eliakin Araújo (RJ)
- Fátima Bernardes (RJ)
- Fernando Vanucci (RJ)
- Galvão Bueno (RJ)
- Glenda Kozlowski (RJ)
- Glória Maria (RJ)
- Luiz Alfredo (SP)
- Luís Roberto (RJ)
- Maria Beltrão (RJ)
- Maria Júlia Coutinho (RJ)
- Mariana Ferrão (SP)
- Marcos Frota (RJ)
- Mariana Godoy (SP)
- Mariana Gross (RJ: Série Ouro)
- Michelle Barros (SP)
- Mylena Ciribelli (RJ)
- Monalisa Perrone (SP)
- Pedro Bassan (RJ: Série Ouro)
- Pedro Bial (RJ)
- Renata Ceribelli (SP)
- Renata Capucci (RJ)
- Rodrigo Bocardi (SP)
- Sabina Simonato (SP-Campeãs)
- Tiago Leifert (RJ)
- Veruska Donato (SP-Campeãs)
- William Bonner (SP)
- Zeca Camargo (SP)